# From Time to Time
From Time to Time är en brittisk fantasyfilm från 2009 regisserad av Julian Fellowes. Filmen har Maggie Smith, Timothy Spall, Carice van Houten, Alex Etel, Eliza Bennett, Elisabeth Dermot-Walsh, Dominic West, Hugh Bonneville och Pauline Collins i rollerna.
Filmen utspelar sig under andra världskriget och huvudpersonerna upptäcker ett sätt att ta sig tillbaks i tiden till 1800-talet.